# Bruno Fritz

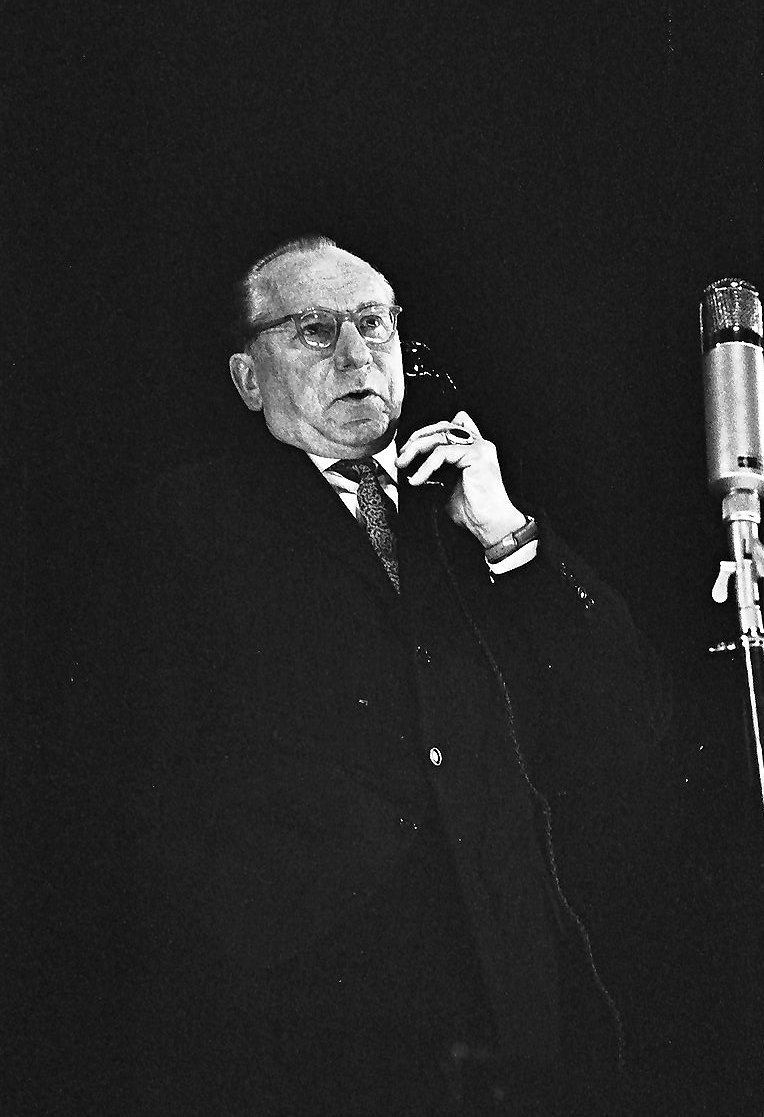
Bruno Fritz bei einem Gastspiel der Insulaner, 1959

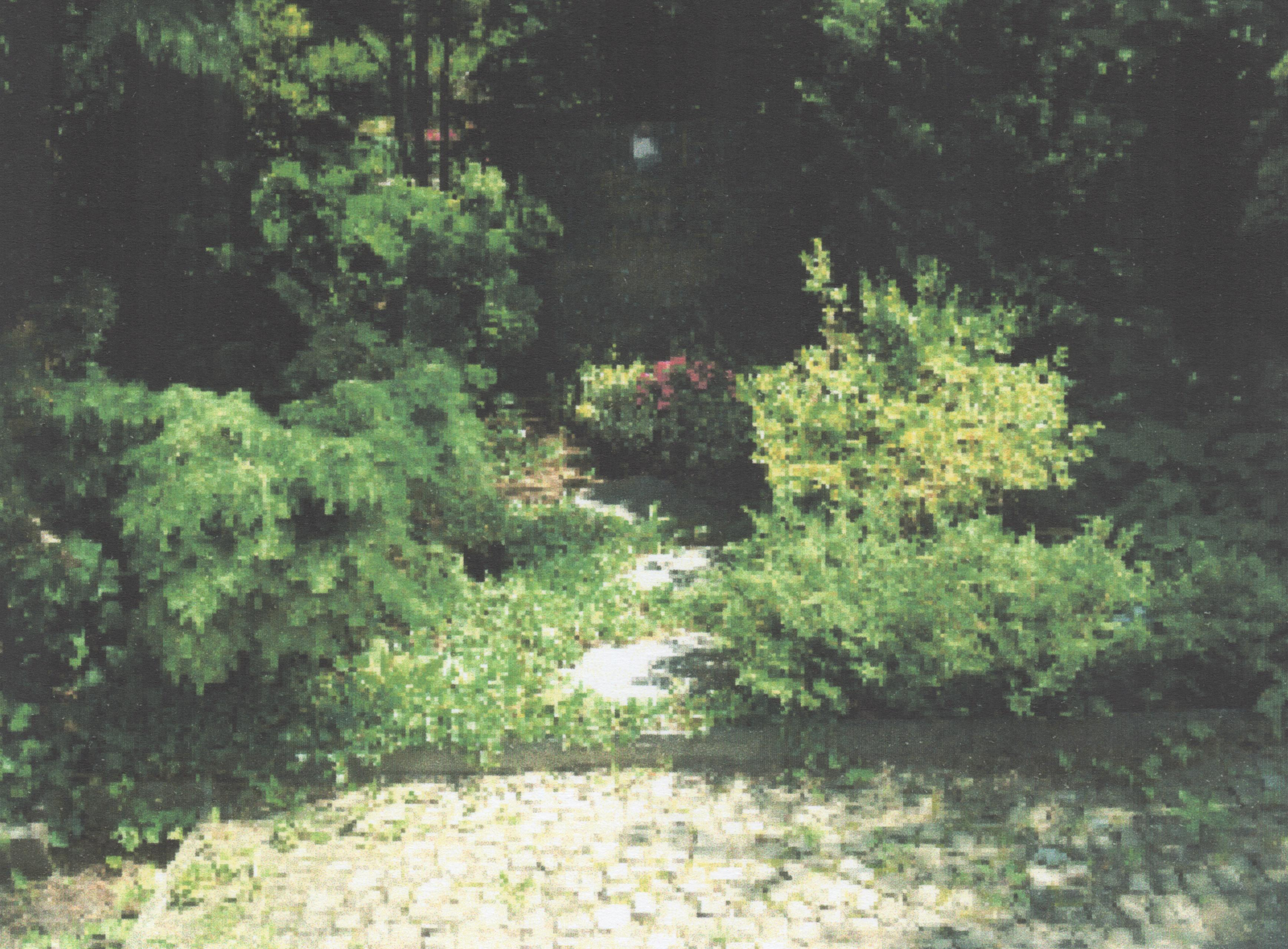
Grabstätte von Bruno Fritz

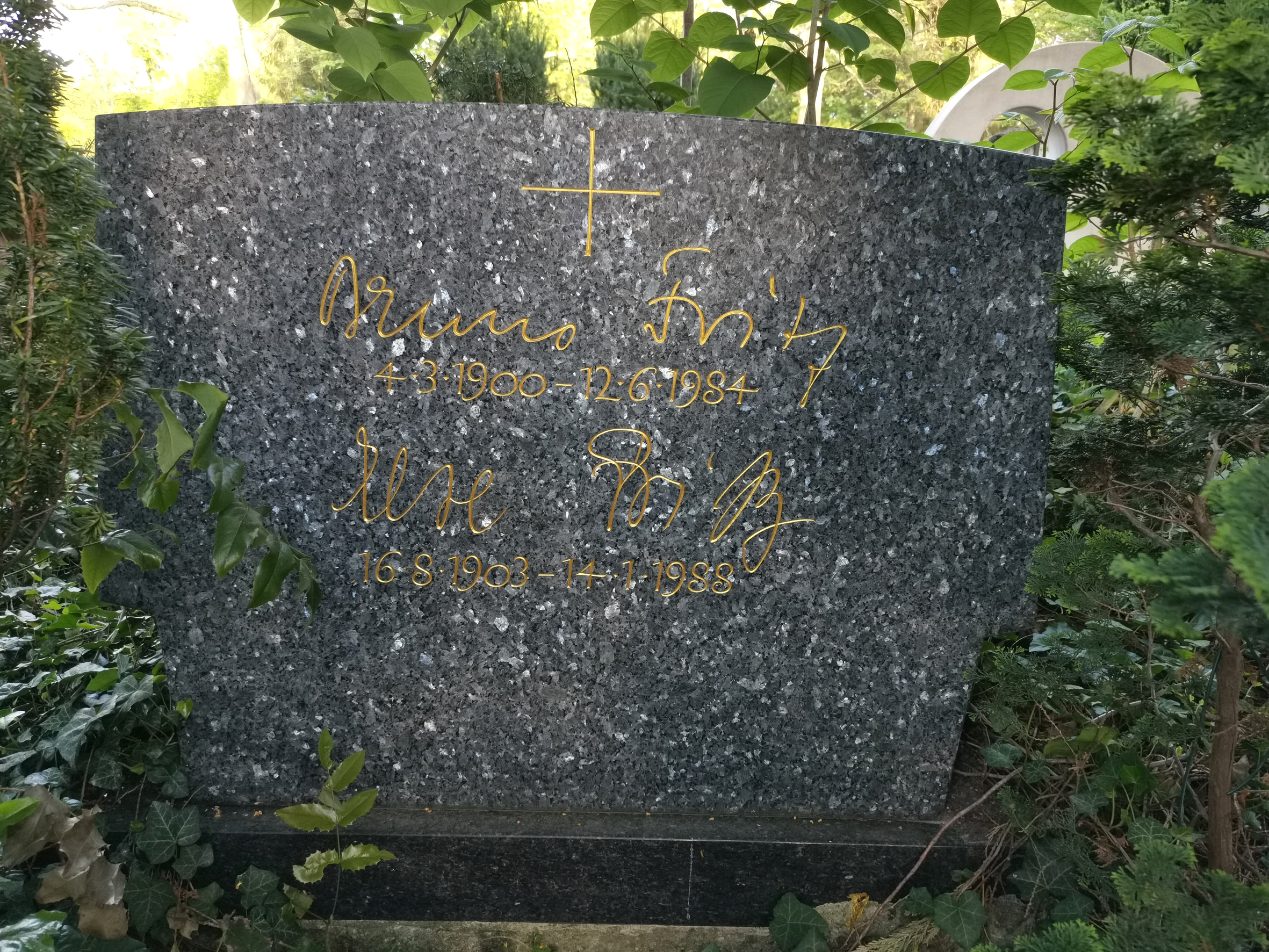
Grabstein auf dem Friedhof Berlin-Schmargendorf

Bruno Fritz (* 4. März 1900 in Berlin; † 12. Juni 1984 ebenda) war ein deutscher Kabarettist, Schauspieler und Synchronsprecher.

## Leben
Nach dem Besuch der Oberrealschule Ausbildung an der von  Max Reinhardt gegründeten Schauspielschule des Deutschen Theaters zu Berlin.
Trat dann an verschiedenen Berliner Bühnen auf (unter anderem am Schiller-, Residenz-, Lessing-, Nollendorf- und Kurfürstendamm-Theater).
Zusammen mit Günter Neumann und Tatjana Sais gründete er 1935 das Kabarett Tatzelwurm.
Ab 1945 war Fritz beim Rundfunk tätig, im Jahr 1948 gehörte er zu den Gründungsmitgliedern des Nachkriegskabaretts, der RIAS-Sendung Die Insulaner, die zunächst nur im Rundfunk, später auch im Fernsehen ausgestrahlt wurde. Als „Berufsberliner“ trat er bis 1967 innerhalb dieser Sendung in verschiedenen Rollen auf, wobei er besonders den Herrn Kummer darstellte, der mit seinem imaginären Gesprächspartner Herrn Pollowetzer über die kleinen und großen Sorgen der Berliner telefonierte.
Ab Mitte der 1930er Jahre trat er gelegentlich in Nebenrollen im Film auf. Nach 1945 verkörperte er in diversen Nebenrollen den Urberliner, wobei sein komödiantisches Talent aber nie voll zur Geltung kam. Er stellte meist in ironisch überzogener Weise Führungspersonen dar, wie Militärs oder Generaldirektoren.
Im Fernsehen war er in vielen Sendungen der typische Berliner – das sogenannte „Herz mit Schnauze“, das er auch auf Boulevardbühnen darstellte. Seinen letzten großen Auftritt hatte er 1973 im Fernsehen neben Rudolf Platte und Friedrich Schoenfelder in dem Schwank Der Raub der Sabinerinnen.
Als Synchronsprecher lieh er Bud Abbott, Richard Widmark (Herrin der toten Stadt) und Gino Cervi (Luxusweib) seine Stimme.
Er wurde auf dem Friedhof Berlin-Schmargendorf beerdigt. Die Grabstätte befindet sich in der Abt. F-3-19/20.

## Filmografie (Auswahl)
- 1934: Zwei Genies
- 1934: Oberwachtmeister Schwenke
- 1935: Glückspilze
- 1935: Traumulus
- 1936: Der müde Theodor
- 1937: Ruhe ist die erste Bürgerpflicht
- 1939: Der Florentiner Hut
- 1939: Hurra! Ich bin Papa!
- 1941: Frau Luna
- 1950: Maharadscha wider Willen
- 1950: Die Frau von gestern Nacht
- 1951: Stips
- 1951: Engel im Abendkleid
- 1952: Pension Schöller
- 1952: Mikosch rückt ein
- 1952: Drei Tage Angst
- 1953: Der keusche Josef
- 1953: Keine Angst vor großen Tieren
- 1953: Heimlich, still und leise
- 1955: Der Hauptmann und sein Held
- 1956: Lügen haben hübsche Beine
- 1957: Die große Chance
- 1957: Hoch droben auf dem Berg
- 1958: Solang’ noch untern Linden
- 1958: Das verbotene Paradies
- 1958: Madeleine Tel. 13 62 11
- 1958: Der eiserne Gustav
- 1958: Mylord weiß sich zu helfen (TV)
- 1961: Davon träumen alle Mädchen
- 1961: Der Traum von Lieschen Müller
- 1962: Café Oriental
- 1962: Tunnel 28
- 1965: Unser Pauker (TV-Serie)
- 1967: Rheinsberg
- 1973: Der Raub der Sabinerinnen

## Theater (Auswahl)
- 1933: Robert Blum nach Marcel Gerbidon und Paul Armont: Damen auf Tage (Amerikaner) – Regie: ? (Tribüne Berlin)
- 1948: Autorenkollektiv: Mit planmäßiger Verspätung – Regie: Willy Pohle (Kabarett Frischer Wind  Berlin)

## Hörspiele (Auswahl)
- 1926: Johann Wolfgang von Goethe: Clavigo (Buenco) – Regie: Alfred Braun (Funk-Stunde AG, Berlin)
- 1927: Georg Büchner: Dantons Tod – Regie: Alfred Braun (Funk-Stunde AG, Berlin)
- 1927: Ferdinand Raimund: Der Verschwender (Baron Fitterstein) – Regie: Alfred Braun (Funk-Stunde AG, Berlin)
- 1927: Christian Friedrich Hebbel: Die Nibelungen: 3. Kriemhilds Rache – Regie: Alfred Braun (Funk-Stunde AG, Berlin)
- 1949: Curth Flatow: Beinahe friedensmäßig – Regie: Ivo Veit (RIAS Berlin)
- 1949: Berta Waterstradt: Meine Töchter – (Berliner Rundfunk)
- 1950: Fritz Aeckerle, Bert Roth: Die Saga vom Glanz und Elend des Herrn Emil Kulicke (Ansager, Moritatensänger) – Komposition: Olaf Bienert, Regie: Erich Köhler (NWDR)
- 1949: Arkadij T. Avercenko: Man kann doch nicht auf der Treppe übernachten! – Regie: Karl Metzner (RIAS Berlin)
- 1953/54: Hermann Krause: Die Arche Noack (Vater Noack) – Regie: Werner Oehlschläger (22 Folgen) (NWDR)
- 1954: John Patrick: Das kleine Teehaus – Regie: Leo Mittler (RIAS Berlin/Arwed Stahl)
- 1957: Thierry: Mit Krausens in' n Ferien (Vater Krause) – Regie: Ivo Veit (RIAS Berlin)
- 1958: Gore Vidal: Besuch auf einem kleinen Planeten – Regie: Ulrich Erfurth (RIAS Berlin, Theatermitschnitt)
- 1964–1978: Diverse Autoren: Damals war's – Geschichten aus dem alten Berlin (in 18 Geschichten mit insgesamt 217 Folgen hatte er eine Hauptrolle) – Regie: Ivo Veit (40 Geschichten in 426 Folgen) (RIAS Berlin)[1][2]
- 1972: Werner Brink: Es geschah in Berlin. Der Seemann (Folge 497) (Wolfgang Futter) – Regie: Werner Oehlschläger (RIAS Berlin)[3]
- 1972: Werner Brink: Es geschah in Berlin. Schlepperinnen für Nepp-Bar (Folge 498)  (Kurt) – Regie: Werner Oehlschläger (RIAS Berlin)[3]
- 1980: A. Frankenberg: Die Schlinge (Philipp Dorn, ein alter Herr) – Regie: Dietrich Auerbach (Kriminalhörspiel – RIAS Berlin)

## Ehrung
- 1973: Ernst-Reuter-Plakette der Stadt Berlin